# Can Busquets (Arenys de Mar)
Can Busquets és una casa d'Arenys de Mar (Maresme) protegida com a bé cultural d'interès local.

## Descripció
Casa d'un cos i mig d'amplada, entre mitgeres. Consta de tres plantes. A la planta baixa hi ha un portal i una finestra, al primer pis un balcó corregut de banda a banda de la façana amb dues obertures i una capelleta al mig, i al segon pis hi ha dues obertures amb balcons separats. Les reixes i les baranes són de ferro.